# Bolivar (Tennessee)
Bolivar é uma cidade localizada no estado norte-americano de Tennessee, no Condado de Hardeman.

## Demografia
Segundo o censo norte-americano de 2000, a sua população era de 5802 habitantes. 
Em 2006, foi estimada uma população de 5639, um decréscimo de 163 (-2.8%).

## Geografia
De acordo com o United States Census Bureau tem uma área de 
22,0 km², dos quais 22,0 km² cobertos por terra e 0,0 km² cobertos por água.

## Localidades na vizinhança
O diagrama seguinte representa as localidades num raio de 20 km ao redor de Bolivar. 